# Clarence Streit
Clarence Kirschmann Streit (vyslovuje se „strait“; 21. ledna 1896 California, Missouri – 6. července 1986 Washington, D.C.) byl americký novinář a atlanticista, který sehrál klíčovou roli v Atlantickém hnutí. V roce 1949 s Williamem Claytonem a Owenem Robertsem založil Výbor Atlantické unie, která obhajovala transformaci NATO v politický subjekt.